# Mike Catlin
Pour les articles homonymes, voir Catlin.
Mike Catlin est un athlète américain né en 1952. Spécialiste de l'ultra-trail, il a remporté la Western States 100-Mile Endurance Run en 1979 et 1980.

## Résultats
| no  | masculin          | Course             | Longueur | Départ         | Temps            |
| --- | ----------------- | ------------------ | -------- | -------------- | ---------------- |
| 1er | Médaille d'or     | Western States 100 | 100 mi   | 7 juillet 1979 | 16 h 11 min 56 s |
| 2e  | Médaille d'argent | American River 50  | 50 mi    | 5 avril 1980   | 6 h 40 min 48 s  |
| 1er | Médaille d'or     | Western States 100 | 100 mi   | 28 juin 1980   | 18 h 35 min 42 s |